# Omega (groupe)
Pour les articles homonymes, voir Oméga (homonymie).
Omega est un groupe hongrois de rock, originaire de Budapest. Il est formé en 1962, et devient dans les années 1970, en pleine époque communiste, une figure marquante de l'Eurock, le rock progressif d'Europe continentale.

## Histoire

### Débuts (1962–1971)
Omega est formé comme groupe de musique amateur à l'université de technologie de Budapest en septembre 1962 par le claviériste László Benkő et le chanteur János Kóbor,.
Le groupe était initialement appelé The Prophets mais un des promoteurs décida de le renommer Omega sur les affiches sans même demander leur avis aux musiciens, estimant qu'Omega sonnait mieux et que la lettre grecque avait une signification symbolique en technologie et en sciences.
À l'été 1964, József Laux rejoint le groupe en tant que batteur et manager. Omega est alors un des premiers groupes à être autorisés à enregistrer des singles mais ceux-ci étaient encore des reprises de chansons pop britanniques et américaines (Beatles, Sonny and Cher, Herman's Hermits…), alors que leur principal rival, le groupe Illès, jouait déjà ses propres compositions. Omega évolue ensuite vers un répertoire propre après avoir été rejoint par le claviériste Gábor Presser en 1967, qui compose ce nouveau répertoire avec István Verebes, István Nagy et, plus tard, Anna Adamis, la femme de József Laux,. Omega publie alors 3 albums qui rencontrent le succès en 1968, 1969 et 1970, ce qui lui permet de dépasser la popularité de son rival Illès.
Le gouvernement hongrois de l'époque supporte l'idée d'utiliser des paroles en hongrois de façon à ce que les jeunes écoutent de la musique composée dans leur pays dans un milieu socialiste, au lieu des chansons de l'Occident  impérialiste.
En 1968, John Martin, le manager du Spencer Davis Group, les invite à une tournée au Royaume-Uni, où il se produit dans des clubs fameux comme le Marquee et enregistre l'album Omega : Red Star from Hungary pour le label Decca,. À la suite de ce succès, le groupe est invité à revenir au Royaume-Uni mais les décideurs de la politique culturelle hongroise envoient le groupe Illès à Londres au lieu d'Omega au nom de l'égalité socialiste.
Les albums de cette époque sont fortement influencés par le rock britannique et américain, en particulier par les Beatles, mais ils annoncent déjà le rock progressif que le groupe pratiquera durant les années 1970. À la fin des années 1960, leur chanson Gyöngyhajú lány (Pearls in her Hair) devient un hit international, repris par les Scorpions en 1995, sous le titre White Dove.

### Succès (1972–1987)
En 1971, le manager József Laux et le compositeur Gábor Presser quittent Omega pour lancer leur propre groupe Locomotiv GT,. La parolière Anna Adamis suit également son mari József Laux dans son nouveau groupe. Cette rupture est évoquée plus tard dans la chanson Hütlen Barátok (Amis infidèles) en 1971.
En 1972, la formation se stabilise et devient celle qui allait connaître un grand succès en Hongrie mais aussi en Europe de l'Ouest dans les années 1970 : János Kóbor (chant), László Benkő (claviers, chant), György Molnár (guitare), Tamás Mihály (basse, chant) et Ferenc Debreczeni (batterie),.
Mais, avec le départ de Laux et Presser, Omega ne perd pas seulement son manager et son compositeur mais également la sympathie des autorités hongroises qui favorisent Locomotiv GT, ce qui compromet les chances d'Omega de publier des albums. Comme il ne pouvait plus recevoir du temps de studio, Omega a alors l'idée d'acquérir un enregistreur, du type de ceux utilisés par les journalistes, pour enregistrer lui-même ses concerts et créer un album live constitué de chansons provenant de différents concerts : la master tape est finalement publiée par la compagnie discographique de l'État hongrois sous le titre Élő Omega.
Omega opte à cette époque pour une double carrière, hongroise et internationale. Le groupe est souvent invité en Allemagne de l'Est et enregistre même quelques chansons en allemand. En 1973, le producteur Peter Hauke leur fait signer un contrat de trois ans avec le label ouest-allemand Bacillus, un sous label de Bellaphon Records. Leur seule expérience du public américain fut celle des boîtes de nuit remplies de soldats américains.
La plupart de leurs albums connaissent alors une double publication, en hongrois et en anglais. Mais la teneur des albums en anglais diffère souvent de celle des albums en hongrois.
La formation s'oriente résolument vers le rock progressif, ses plus belles réalisations dans ce style étant probablement la superbe Suite de 19 minutes figurant sur l'album 200 Years After the Last War paru en 1974 et, deux ans plus tard, l'album Time Robber, salué par les critiques.

### Depuis 1994

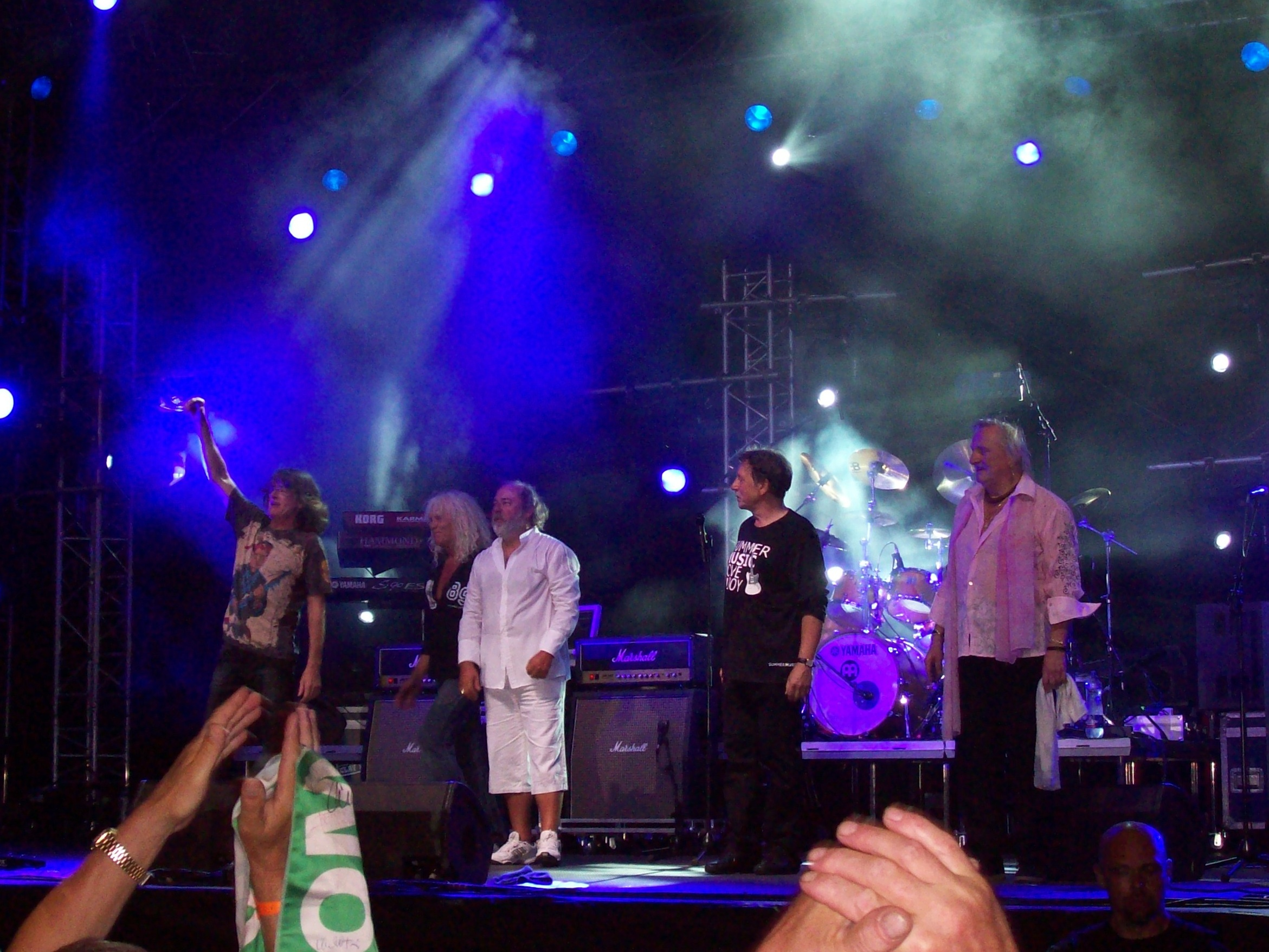
Omega en 2007.

Après quelques années d'inactivité, le groupe se reforme en 1994 et est rejoint par le claviériste Gábor Presser qui avait déjà fait partie de la formation des années 1960. Un album en anglais et trois autres en hongrois voient le jour. 
En 2006, Omega entame une série de concerts en Hongrie, Slovaquie, Roumanie, Allemagne et en Suisse. 
Omega Rhapsody, sorti fin 2010, est le premier disque d'une trilogie. 
Le 19 juillet 2016, l'ancien saxophoniste d'Omega et bassiste Tamás Somló meurt d'un cancer à l'âge de 68 ans. Le mois suivant, le 6 août 2016, c'est l'ancien batteur József Laux qui décède, à l'âge de 73 ans. 
Le claviériste László Benkő et le bassiste Tamás Mihály décèdent à la fin du mois de novembre 2020, et le chanteur János Kóbor décède le 6 décembre 2021 dans une clinique à Budapest à l'âge de 78 ans après avoir contracté le Covid-19, contre lequel il avait refusé d'être vacciné,,.

## Membres

### Membres actuels
- György Molnár – guitare (1967–1987, depuis 1994)
- Ferenc Debreczeni – batterie, percussions (1971–1987, depuis 1994)

### Anciens membres

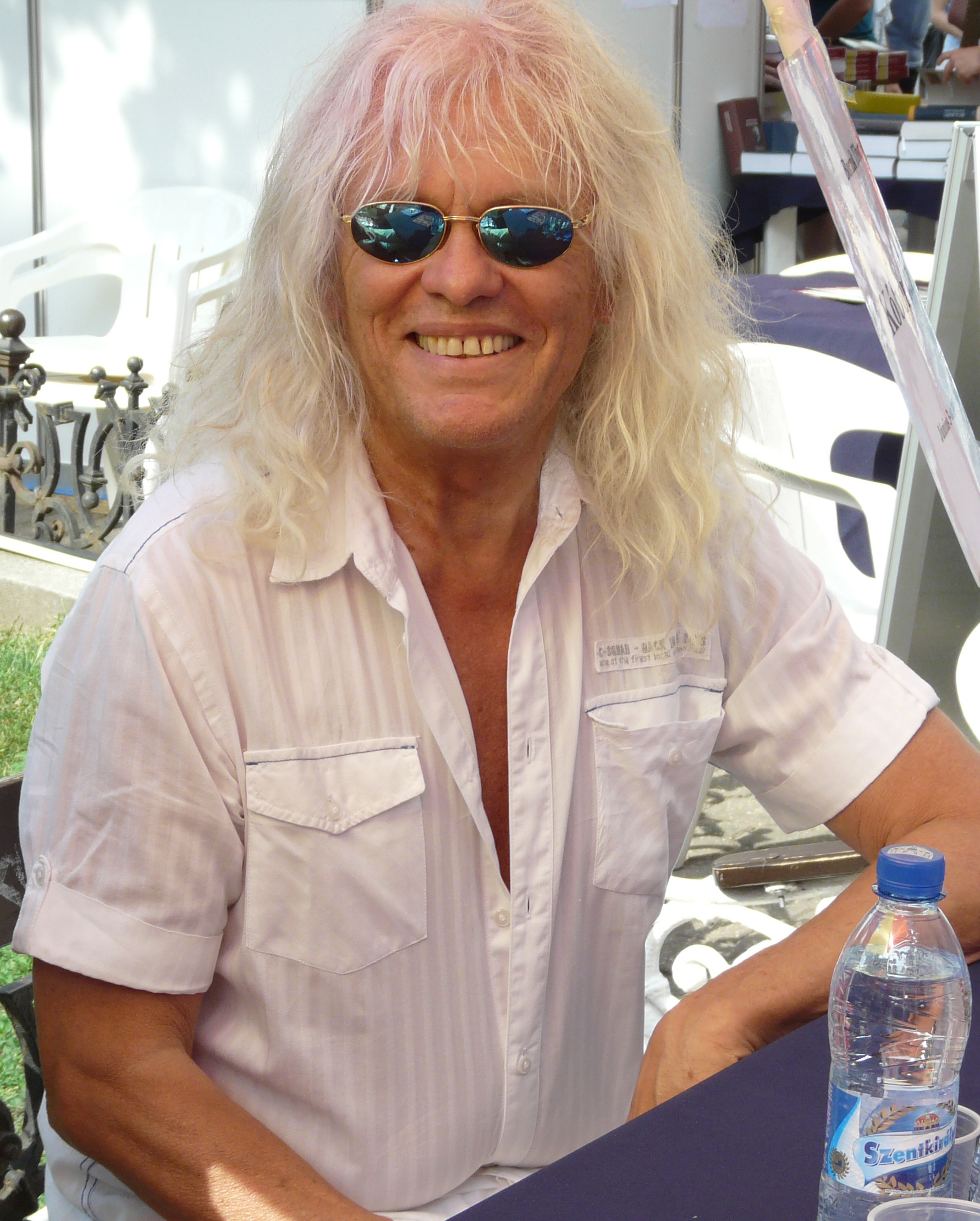
Kóbor János à Budapest, en 2011.

- János Kóbor – chœurs, chant (1962–1987, 1994-2021, décédé en 2021)
- László Benkő – claviers, flûte, trompette, chœurs, chant (1962–1987, 1994-2020, décédé en 2020)
- Győző Bánkúti – trombone (1962)
- Tamás Künsztler – batterie, percussions (1962–1964)
- Péter Láng – saxophone (1962–1963)
- Ferenc Tornóczky – guitare (1962)
- István Varsányi – basse (1962–1967)
- András Kovacsics – guitare (1962–1967)
- László Harmat – saxophone (1963–1964)
- József Laux – batterie, percussions (1964–1971, décédé en 2016)
- Tamás Somló – saxophone (1964–1968, décédé en 2016)
- Mária Wittek – chœurs, chant (1964–1967)
- Tamás Mihály – basse, violoncelle, chœurs, chant (1967–1987, 1994–2017, décédé en 2020)
- Gábor Presser – claviers, chœurs, chant (1967–1971)

### Anciens musiciens lors des tournées
- Ildikó Keresztes (1999 à 2007) (voix)

## Discographie

### Albums en hongrois
- 1968 : Trombitás Frédi és a rettenetes emberek (le groupe y apparait comme Omega Red Star sur la pochette)
- 1969 : 10 000 lépés
- 1970 : Éjszakai országút
- 1972 : 200 évvel az utolsó háború után (enregistré en 1972, mais sorti en 1998 à la suite de la censure ; Élő Omega, un faux live monté d'après des chutes de cet album sort à la place)
- 1973 : Omega 5 (réédité sous le nom de Szvit)
- 1974 : Omega 6: Nem tudom a neved (réédité sous le nom de Tűzvihar - Stormy Fire)
- 1977 : Omega 7: Időrabló (réédité sous le nom de Időrabló - Time Robber)
- 1978 : Omega 8: Csillagok útján (réédité sous le nom de Csillagok útján - Skyrover)
- 1979 : Gammapolis (réédité sous le nom de Gammapolisz - Gammapolis)
- 1981 : Omega X: Az arc
- 1982 : Omega XI
- 1986 : Omega 12: A föld árnyékos oldalán
- 1987 : Omega XIII: Babylon
- 1995 : Trans And Dance (plus tard remixé et publié sous le titre Transcendent - Hungarian version)
- 1998 : Omega XV: Egy életre szól
- 2006 : Omega XVI: Égi jel: Omega
- 2010 : Omega Rhapsody

### Albums en anglais
- Omega Red Star From Hungary (1968)
- Omega (1973)
- 200 Years After the Last War (1974)
- Omega III (1974)
- The Hall of Floaters In The Sky (1975)
- Time Robber (1976)
- Sky Rover (1978)
- Gammapolis (1979)
- Working (1981)
- Transcendent (1996)

### Albums en allemand
- Das Deutsche Album (1973)